# Oxnead
Oxnead – wieś w Anglii, w Norfolk. W 1931 wieś liczyła 66 mieszkańców. Oxnead jest wspomniana w Domesday Book (1086) jako Oxenedes.   
Pochodzenie nazwy wsi nie jest jednoznaczne. Część źródeł zgodnie twierdzi, że człon Ox- pochodzi od dawnych terenów pastwiska dla wołów (ox - wół). Natomiast inne wskazują, że człon ten może pochodzić od celtyckich lub praceltyckich słów Ouse lub Udso, które dawniej oznaczały przepływającą tamtędy rzekę, wykorzystywaną do wypasu bydła.  